# Hieronymus von Colloredo (Erzbischof)

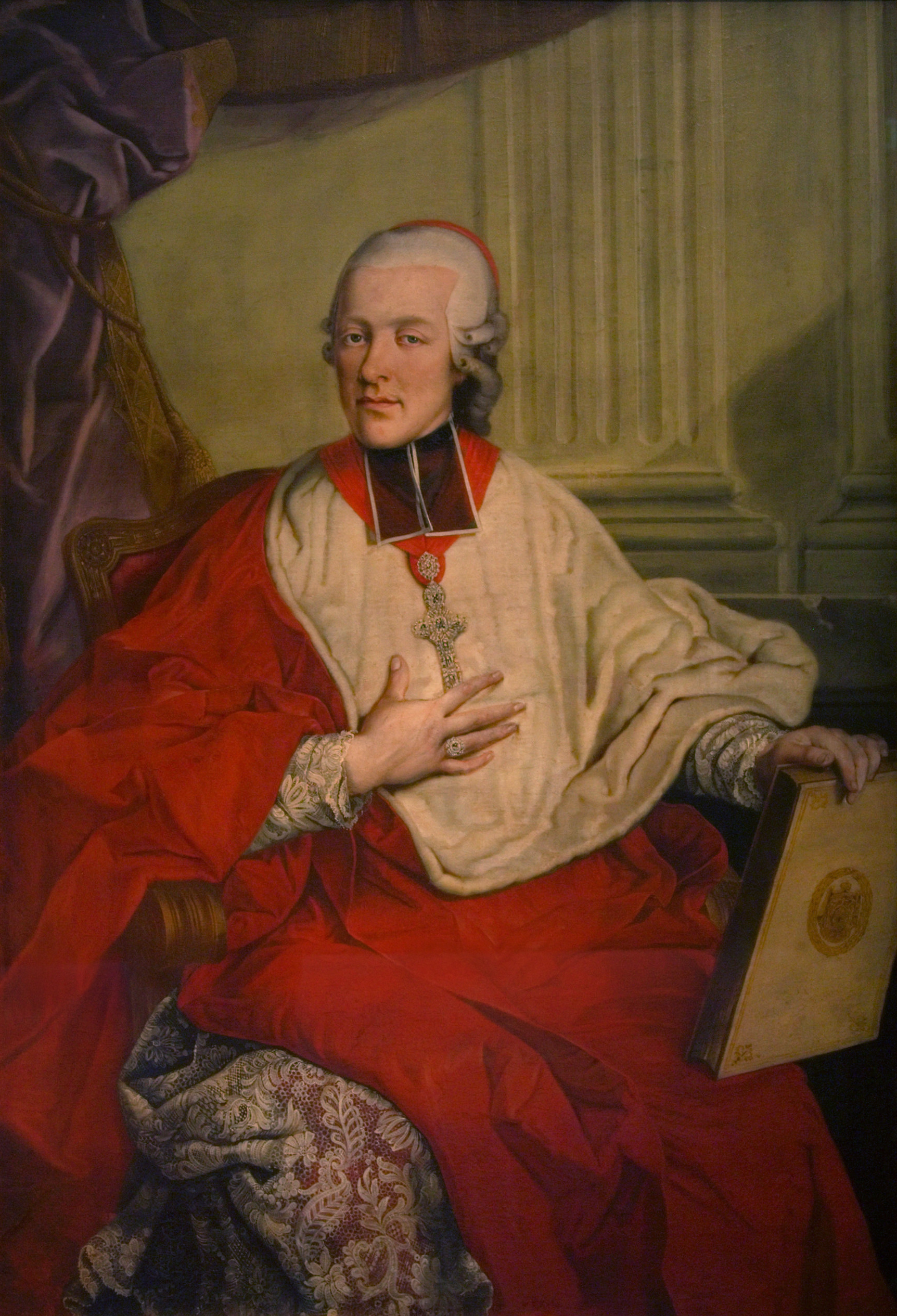
Colloredo als Fürsterzbischof, Ölbild von Johann M. Greiter, um 1780

Wappen Colloredos als Fürsterzbischof von Salzburg

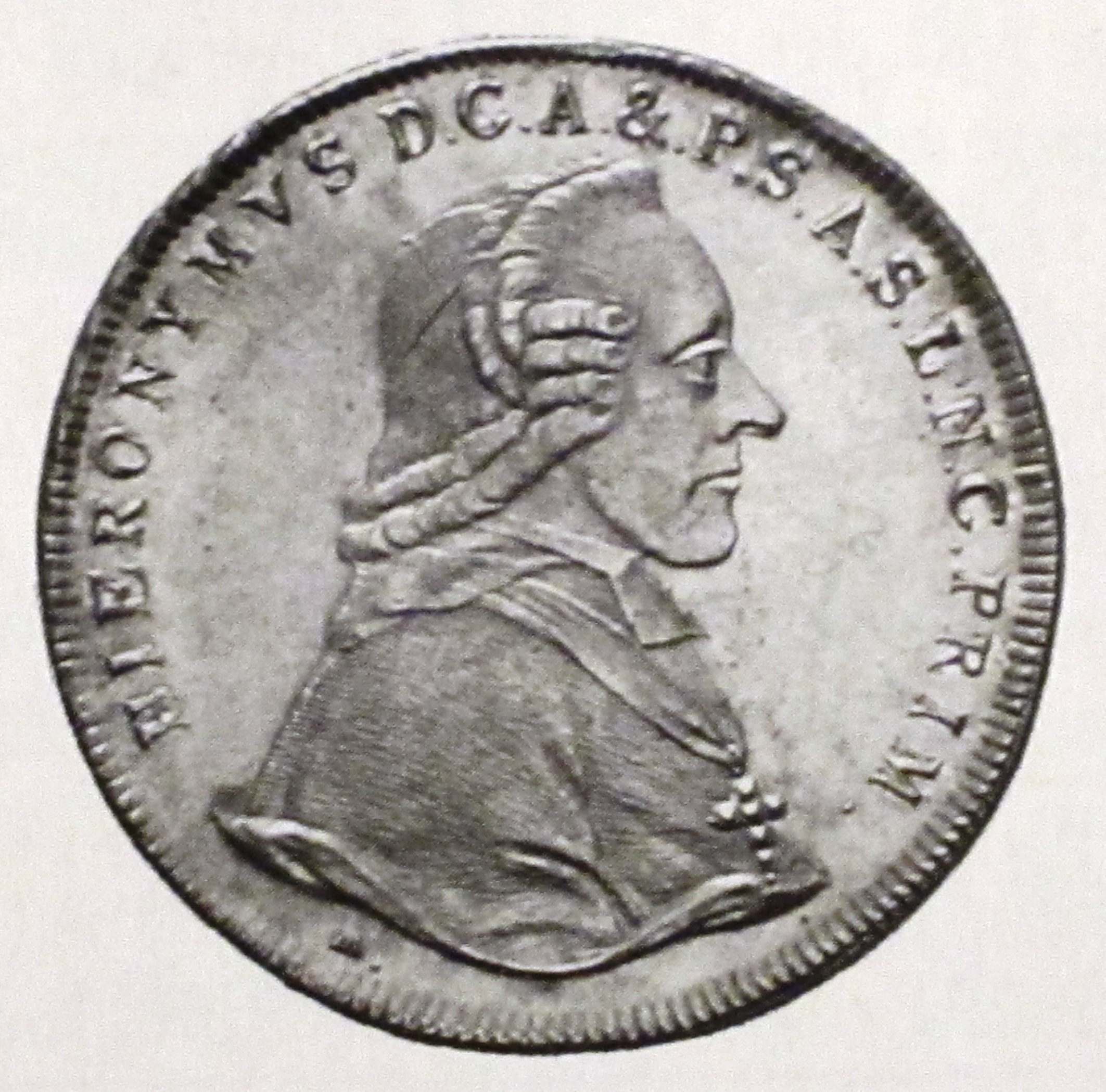
Taler, Erzbistum Salzburg 1803

Hieronymus Franz de Paula Josef Graf Colloredo von Waldsee und Mels, auch Wallsee, (* 31. Mai 1732 in Wien; † 20. Mai 1812 ebenda) war 1761–1772 Bischof von Gurk und 1772–1803 der letzte regierende Fürsterzbischof des Erzstifts Salzburg, danach noch von Wien aus bis zu seinem Ableben geistliches Oberhaupt der Erzdiözese Salzburg. Colloredo wirkte und handelte als ein Vertreter der Katholischen Aufklärung.

## Colloredos Jugend und der Beginn seiner Laufbahn
Hieronymus kam als fünftes von achtzehn Kindern auf die Welt. Sein Vater war der später umstrittene Reichsvizekanzler Rudolph Joseph Graf Colloredo-Waldsee und Mels, seine Mutter hieß Maria Franziska Gabriela, eine geborene Gräfin Starhemberg. Kaiser Franz I. Stefan erhob die Familie 1763 in den Reichsfürstenstand. 
Hieronymus durchlief von Kindheit an eine strenge, religiöse Erziehung. Er sollte ursprünglich eine militärische Laufbahn einschlagen; da er jedoch kränkelte, bestimmten seine Eltern für ihn eine geistliche. Colloredo besuchte als Gymnasialschüler das Theresianum, als Student der Philosophie die Universität Wien und für das Studium der Theologie das Collegium Germanicum in Rom, wo er promoviert wurde.
1756 wurde Colloredo in Salzburg Kapitular mit Sitz und Stimme. 1759 wurde er auf Vorschlag von Kaiserin Maria Theresia von Papst Clemens XIII. zum Auditor der Römischen Rota für die Deutsche Nation ernannt, weshalb er nun mehrere Jahre nach Rom ging. Am 14. April 1762 ernannte ihn Fürsterzbischof Schrattenbach zum Gurker Bischof. Die Einkünfte dieser Diözese vermehrte Colloredo durch besondere Wirtschaftlichkeit, sparsamen Beamteneinsatz und durch Modernisierung der Eisen- und Hammerwerke um mehr als die Hälfte. Bereits im Jahre 1771 schuf Colloredo sich vor dem Mirabelltor in Salzburg einen kleinen Landsitz.
Als 1771 das Erzstift Salzburg vakant wurde, war er bei der Bischofswahl Kandidat des Hauses Habsburg, sein Gegenkandidat der bei der Salzburger Bevölkerung beliebte und vom bayerischen Kurfürsten Maximilian III. favorisierte Domdekan Ferdinand Christoph von Waldburg-Zeil. Erst am 14. März 1772, nach mehr als zehn Abstimmungen, wählte das Kapitel Colloredo zum Erzbischof von Salzburg. Das Wahlergebnis löste bei vielen Salzburgern Bestürzung aus und folglich wurde sein feierlicher Einzug in die Stadt Salzburg, den er am 29. April 1772 hielt, boykottiert.

## Colloredo als Erzbischof Hieronymus
Erzbischof Colloredo war ein Verfechter von Reformen im Sinne der Aufklärung, die er nach und nach im Erzbistum durchzusetzen versuchte. Zeit seines Lebens stand er dem Jansenismus nahe, außerdem war er einer der rund 1500 ermittelten Mitglieder des Illuminatenordens. Im Sinne der Katholischen Aufklärung, vergleichbar dem Josephinismus unter Kaiser Joseph II., erließ er viele kirchliche Verordnungen und griff dabei auch in viele religiöse und nichtreligiöse Bräuche ein. Er ließ die Zahl der beschaulichen Klöster (vor allem die Bettelorden) verringern, hob viele Bruderschaften auf, die Zahl der Seelsorgestellen hingegen erhöhte er deutlich. Er verbot unter anderem das Abbrennen von Sonnwendfeuern, die Wassertaufe der Metzgergesellen (Metzgerspringen), das Wetterläuten, das Mitführen von lebenden Bildern wie z. B. Samsonfiguren, das Abschießen von Böllern bei Prozessionen und die Eselsritte am Palmsonntag. 1779 kritisierte er auch die Passionsspiele: Ein seltsameres Gemenge von Religion und Possenspiel kann nicht leicht erdacht oder gesehen werden! Das einfache Volk widersetzte sich den neuen Entwicklungen, bekannt wurde der bis heute zitierte Spottvers: Unser Fürst von Colloredo hat weder Gloria noch Credo.
1782 sollte die 1200-Jahr-Feier des Erzbistums Salzburg stattfinden, die Colloredo Anlass bot, einen umfangreichen Hirtenbrief zu veröffentlichen. Daraufhin untersagte Colloredo Wallfahrten und Bittgänge generell, Kirchenschmuck und Kirchenmusik schränkte er ein, das sogenannte Heilige Grab und Kirchenkrippen ließ er abschaffen. Im Weiteren mussten die Fronleichnamsprozessionen von allem Prunk gereinigt und das Wetterläuten und Wetterschießen, die Kräuter- und Speisenweihe und die bildliche Vorstellung der Himmelfahrt Christi eingestellt werden. Mit seinen Reformen wollte Colloredo bestehende Missstände tilgen und einheitliche Regelungen, die dem neuen Zeitgeist entsprachen, einführen. Im Bereich der neuen Gottesdienstordnung gehörte dazu auch die Einführung des deutschen Volksgesanges während der Messe, auf der Grundlage der bewährten Liedersammlung: Der heilige Gesang zum Gottesdienste in der römisch-katholischen Kirche (Landshut 1777). Nach seiner Abdankung als Fürst 1803 blieb er noch von Wien aus bis zu seinem Tod 1812 geistliches Oberhaupt der Erzdiözese Salzburg.

## Colloredo als Fürst
Colloredos Ziel war es gewesen, aus Salzburg ein geistliches Musterterritorium im Reich und dadurch zur Vorhut der Aufklärung im katholischen deutschen Sprach- und Kulturraum zu machen. Als seine unmittelbaren Helfer hierfür engagierte er in der Regel weder Österreicher noch Bayern, sondern Persönlichkeiten aus den katholischen rheinfränkischen und schwäbischen Landen. Er reformierte die katholische Liturgie, den Kultur- und Sozialbereich und das Schulwesen. Erstes Ziel war für Colloredo vorerst die Beseitigung der Schulden des Erzstiftes, was ihm durch eine geschickte Sparpolitik, verbunden mit Steuererhöhungen, bald gelang. Darüber hinaus legte er die dann bereits gestiegenen Staatsreserven an der Wiener Börse an, wobei andererseits durch Kursstürze wieder viel Kapital verloren ging.
Der fortschrittliche Geist lockte führende Wissenschaftler, Schriftsteller und Musiker aus dem deutschen Sprachraum nach Salzburg. Colloredo war unter anderem Arbeitgeber von Michael Haydn und Wolfgang Amadeus Mozart (Mozart komponierte z. B. für Colloredos Nichte Antonia Gräfin Lützow, Schülerin seines Vaters Leopold Mozart und Schwester von Johann Rudolf Czernin von und zu Chudenitz, sein 8. Klavierkonzert). Zwischen Colloredo und Mozart kam es aufgrund von häufigen Abwesenheiten des Komponisten oft zu Streitigkeiten; schließlich entließ der Erzbischof seinen Angestellten mit den Worten: „Soll er doch gehen, ich brauche ihn nicht!“ Colloredo berief oder umgab sich mit Leuten wie Johann Jakob Hartenkeil (Mediziner, Reformer des Gesundheits- und Hebammenwesens), Albert Christoph Dies (Landschaftsmaler), Franz Heinrich von Naumann (Ingenieur, Maler), Franz Michael Vierthaler (Schulreformer, Schriftsteller), Mathias Pockh (1720–1795, Kartograf und Mathematiker, erstellte den ersten Salzburger Straßenatlas) und Lorenz Hübner (1785–1799: Herausgeber der „Oberdeutschen Staatszeitung“). Zur Einführung eines neuen Steuersystems ließ er alle Grundstücke vermessen und im heute sog. »Hieronymus-Kataster«, einem ersten systematischen Grundbuch des Landes Salzburg, verzeichnen.
Neben den Konflikten, die Colloredo mit der Herausgabe seines berühmt gewordenen Hirtenbriefes im Innern Salzburgs 1782 heraufbeschwor, wurde die Situation des Erzstiftes allmählich von außen bedroht, so dass er sich vermehrt um diese Agenden kümmern musste. So musste er z. B. die Einhaltung der 1786 beschlossenen Emser Punktation urgieren, die den Zweck hatte, das Eingreifen der päpstlichen Kurie in die erzbischöflichen Rechte einzuschränken, oder sich den von Kaiser Joseph II. anvisierten neuen Gebietsaufteilungen im Reich entgegenstellen. Im Spannungsfeld zwischen Wien, Berlin, Mainz, München und Rom hatte Colloredo zwischen 1787 und 1790 erhebliche Belastungsproben zu bestehen. 1792 folgte eine erste Kriegsphase mit Frankreich (Erster Koalitionskrieg), für die Colloredo im Jahr darauf Soldaten für die rheinische Front rekrutieren lassen musste, was besonders auf dem Land zu Aufständen führte. Dabei hatte sich Salzburg unter Colloredo zu einem Aufklärungs- und Wissenschaftszentrum besonderer Art entwickelt, in dem geniale Gelehrte und Publizisten wirkten. Vor dem Hintergrund von Kriegsgefahren, Säkularisationsdrohungen und Volksunruhen gerieten Colloredos innenpolitische Anliegen allmählich in den Hintergrund, und seine Projekte im Sinne der Aufklärung waren auf Dauer in Salzburg unpopulär und wenig erfolgreich.

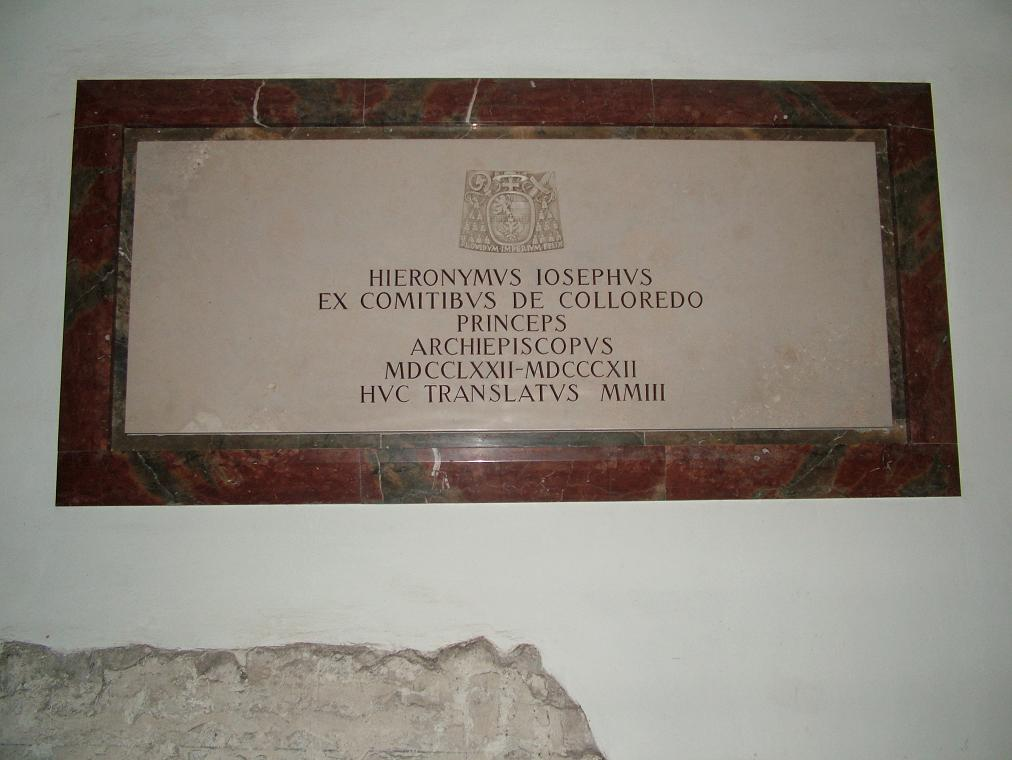
Salzburger Grab Colloredos 2003

Am 10. Dezember 1800 musste Colloredo, nach dem Sieg der Franzosen in der Schlacht bei Hohenlinden, vor den anrückenden Truppen flüchten. 1803 wurde das Erzstift säkularisiert. Der inzwischen im Wiener Exil lebende Fürsterzbischof verzichtete daraufhin auf alle weltlichen Herrschaftsansprüche. Bestattet wurde er auf eigenen Wunsch im Stephansdom zu Wien, allerdings wurden 2003 seine sterblichen Überreste überraschenderweise nach Salzburg überführt und in der Krypta des Doms beigesetzt.

## Persönlichkeit
Der Arbeitsablauf Colloredos war geprägt von Stetigkeit und Energie. Der Fürst besaß eine hohe Intelligenz, ein schnelles Urteilsvermögen, eine ausgezeichnete Menschenkenntnis sowie eine weltmännische und geschickte Verhandlungsweise. Geschäfte blieben nie liegen, die meist eigenhändigen Entschließungen belegen einen treffsicheren und schnellen Geschäftsblick.
Colloredo beherrschte neben Deutsch und Latein Französisch, Italienisch und Tschechisch. Er war ein guter Violinspieler und liebte Musik. Dabei führte der stets kränkliche Colloredo ein schlichtes und einfaches Leben und hielt immer eine strenge Diät.
Seine Leistungen für die Aufklärung machten Fürsterzbischof Colloredo weithin bekannt und begründeten in diesem Sinne seinen Nachruhm, blieben aber in weiten Teilen der Salzburger Bevölkerung unpopulär.